# Torneo di Wimbledon 2009 - Seconda settimana
La seconda settimana del torneo di Wimbledon 2009 si svolge tra il 29 giugno e il 5 luglio 2009, giorno in cui avrà luogo la finale del singolare maschile.

## 29 giugno (7º giorno)
Programma dei singolari e doppi disputati nel No. 2 Court e negli altri campi secondari:
| Campo        | Ottavi di finale singolare maschile                                            | Ottavi di finale singolare maschile                                            | Ottavi di finale singolare femminile                                                | Ottavi di finale singolare femminile |
| Campo        | Match                                                                          | Punteggio                                                                      | Match                                                                               | Punteggio                            |
| No. 2 Court  | Lleyton Hewitt b. Radek Štěpánek (23)                                          | 4-6 2-6 -1 6-2 6-2                                                             | Elena Dement'eva (4) b. Elena Vesnina                                               | 6-1 6-3                              |
| No. 2 Court  | Lleyton Hewitt b. Radek Štěpánek (23)                                          | 4-6 2-6 -1 6-2 6-2                                                             | Serena Williams (2) b. Daniela Hantuchová                                           | 6-3 6-1                              |
| No. 3 Court  | Novak Đoković (4) b. Dudi Sela                                                 | 6-2 6-4 6-1                                                                    | Viktoryja Azaranka (8) b. Nadia Petrova (10)                                        | 7-66 2-6 -3                          |
| No. 3 Court  | Juan Carlos Ferrero b. Gilles Simon (8)                                        | 7-64 6-3 6-2                                                                   | Viktoryja Azaranka (8) b. Nadia Petrova (10)                                        | 7-66 2-6 -3                          |
| No. 4 Court  | Tommy Haas (24) b. Igor' Andreev (29)                                          | 7-68 6-4 6-4                                                                   | Sabine Lisicki b. Caroline Wozniacki (9)                                            | 6-4 6-4                              |
| No. 18 Court | (Nessun incontro maschile)                                                     | (Nessun incontro maschile)                                                     | Francesca Schiavone b. Virginie Razzano (26)                                        | 6-2 7-6(1)                           |
| No. 18 Court | (Nessun incontro maschile)                                                     | (Nessun incontro maschile)                                                     | Agnieszka Radwańska (11) b. Melanie Oudin                                           | 6-4 7-5                              |
| Campo        | 2º turno doppio maschile                                                       | 2º turno doppio maschile                                                       | 2º turno doppio maschile                                                            | 2º turno doppio maschile             |
| Campo        | Match                                                                          | Match                                                                          | Punteggio                                                                           | Punteggio                            |
| No. 4 Court  | W Moodie (9) / D Norman (9) b. I Andreev / E Korolëv                           | W Moodie (9) / D Norman (9) b. I Andreev / E Korolëv                           | 7-62 3-6 7-65 6-4                                                                   | 7-62 3-6 7-65 6-4                    |
| Campo        | 3º turno doppio maschile                                                       | 3º turno doppio maschile                                                       | 3º turno doppio femminile                                                           | 3º turno doppio femminile            |
| Campo        | Match                                                                          | Punteggio                                                                      | Match                                                                               | Punteggio                            |
| No. 5 Court  | (Nessun incontro maschile)                                                     | (Nessun incontro maschile)                                                     | A Medina Garrigues (2) / V Ruano Pascual (2) b. A Kudrjavceva / M Niculescu         | 7-5 6-3                              |
| No. 5 Court  | (Nessun incontro maschile)                                                     | (Nessun incontro maschile)                                                     | L Huber (1) / C Black (1) b. I. Benesova / B. Záhlavová-Strýcová                    | 2-6 -3 6-4                           |
| No. 5 Court  | (Nessun incontro maschile)                                                     | (Nessun incontro maschile)                                                     | A Klejbanova / E Makarova b. B Mattek-Sands (10) / N Petrova (10)                   | 6-4 7-5                              |
| No. 7 Court  | Ł Kubot (8) / O Marach (8) b. V Troicki / C Kas                                | 62-7 -64 6-1 6-3                                                               | (Nessun incontro femminile)                                                         | (Nessun incontro femminile)          |
| No. 7 Court  | B Soares (5) / K Ullyett (5) b. R Wassen / I Zelenay                           | 6-4 7-62 7-64                                                                  | (Nessun incontro femminile)                                                         | (Nessun incontro femminile)          |
| No. 12 Court | J Blake / M Fish b. M Damm (15) / R Lindstedt (15)                             | 6-3 7-64 64-7 6-4                                                              | K Barrois / T Garbin b. M Korytceva / T Puček                                       | 6-3 6-4                              |
| No. 14 Court | B Bryan (1) / M Bryan (1) b. L Friedl / D Škoch                                | 7-5 6-3 6-1                                                                    | (Nessun incontro femminile)                                                         | (Nessun incontro femminile)          |
| No. 14 Court | M Bhupathi (4) / M Knowles (4) b. P Amritraj / A-u-H Qureshi                   | 6-4 5-7 -63 6-0                                                                | (Nessun incontro femminile)                                                         | (Nessun incontro femminile)          |
| No. 15 Court | D Nestor (2) / N Zimonjić (2) b. J Delgado / J Marray                          | 7-5 6-4 6-4                                                                    | (Nessun incontro femminile)                                                         | (Nessun incontro femminile)          |
| No. 17 Court | M Mirny (7) / A Ram (7) vs S. Aspelin / P. Hanley                              | 2-6 7-63 65-7 -62 2-2 (sosp.)                                                  | (Nessun incontro femminile)                                                         | (Nessun incontro femminile)          |
| No. 18 Court | (Nessun incontro maschile)                                                     | (Nessun incontro maschile)                                                     | N Llagostera Vives (11) / MJ Martínez Sánchez (11) b. V Azaranka (7)/ E Vesnina (7) | Walkover                             |
| No. 18 Court | (Nessun incontro maschile)                                                     | (Nessun incontro maschile)                                                     | S Williams (4) / V Williams (4) b. Z Yan / J Zheng                                  | 6-0 6-0                              |
| Campo        | 2º turno doppio misto                                                          | 2º turno doppio misto                                                          | 2º turno doppio misto                                                               | 2º turno doppio misto                |
| Campo        | Match                                                                          | Match                                                                          | Punteggio                                                                           | Punteggio                            |
| No. 3 Court  | M Bryan (6) / Bethanie Mattek-Sands (6) b. P Petzschner / B Záhlavová-Strýcová | M Bryan (6) / Bethanie Mattek-Sands (6) b. P Petzschner / B Záhlavová-Strýcová | 6-1 6-1                                                                             | 6-1 6-1                              |
| No. 12 Court | R Stubbs (7) / R Lindstedt (7) b. A Pavel / M Niculescu                        | R Stubbs (7) / R Lindstedt (7) b. A Pavel / M Niculescu                        | 6-3 2-6 8-6                                                                         | 6-3 2-6 8-6                          |
| No. 14 Court | B Bryan (2) / Samantha Stosur (2) b. G Dulko / L Arnold Ker                    | B Bryan (2) / Samantha Stosur (2) b. G Dulko / L Arnold Ker                    | 6-1 6-4                                                                             | 6-1 6-4                              |
| Campo        | 3º turno doppio misto                                                          | 3º turno doppio misto                                                          | 3º turno doppio misto                                                               | 3º turno doppio misto                |
| Campo        | Match                                                                          | Match                                                                          | Punteggio                                                                           | Punteggio                            |
| No. 2 Court  | Lukáš Dlouhý (15) / Iveta Benešová (15) b. J Kerr (3) / V King (3)             | Lukáš Dlouhý (15) / Iveta Benešová (15) b. J Kerr (3) / V King (3)             | 4-6 -4 6-2                                                                          | 4-6 -4 6-2                           |
| No. 18 Court | L Paes (1) / C Black (1) b. Mahesh Bhupathi (13) / Sania Mirza (13)            | L Paes (1) / C Black (1) b. Mahesh Bhupathi (13) / Sania Mirza (13)            | 6-2 62-7 6-3                                                                        | 6-2 62-7 6-3                         |

## 30 giugno (8º giorno)
Programma dei doppi nel No. 2 Court e negli altri campi secondari:
| Campo       | 3º turno doppio maschile                                      | 3º turno doppio maschile                                      | 3º turno doppio maschile | 3º turno doppio maschile |
| Campo       | Match                                                         | Match                                                         | Punteggio                | Punteggio                |
| No. 2 Court | W Moodie (9) / D Norman (9) vs A Pavel / H Tecău              | W Moodie (9) / D Norman (9) vs A Pavel / H Tecău              | 3-6 -3 6-4 6(6)–7 14-12  | 3-6 -3 6-4 6(6)–7 14-12  |
| No. 3 Court | S. Aspelin / P. Hanley b. M Mirny (7) / A Ram (7)             | S. Aspelin / P. Hanley b. M Mirny (7) / A Ram (7)             | 6-2 63-7 -65 62-7 6-3    | 6-2 63-7 -65 62-7 6-3    |
| Campo       | 2º turno doppio misto                                         | 2º turno doppio misto                                         | 2º turno doppio misto    | 2º turno doppio misto    |
| Campo       | Match                                                         | Match                                                         | Punteggio                | Punteggio                |
| No. 3 Court | C Kas (16) / C-J Chuang (16) b. Igor' Andreev / M Kirilenko   | C Kas (16) / C-J Chuang (16) b. Igor' Andreev / M Kirilenko   | Walkover                 | Walkover                 |
| Campo       | 3º turno doppio misto                                         | 3º turno doppio misto                                         | 3º turno doppio misto    | 3º turno doppio misto    |
| Campo       | Match                                                         | Match                                                         | Punteggio                | Punteggio                |
| No. 2 Court | A Sa (11) / A Sugiyama (11) vs R Lindstedt (7) / R Stubbs (7) | A Sa (11) / A Sugiyama (11) vs R Lindstedt (7) / R Stubbs (7) | 611-7 6-3 6-2            | 611-7 6-3 6-2            |
| No. 3 Court | S Huss (12) / V R Pascual (12) vs M Mirny (8) / N Petrova (8) | S Huss (12) / V R Pascual (12) vs M Mirny (8) / N Petrova (8) | 6-3 7-69                 | 6-3 7-69                 |

## 1º luglio (9º giorno)
Programma dei doppi nel No. 2 Court e negli altri campi secondari:
| Campo       | Quarti di finale doppio maschile                               | Quarti di finale doppio maschile                               | Quarti di finale doppio femminile                                               | Quarti di finale doppio femminile |
| Campo       | Match                                                          | Punteggio                                                      | Match                                                                           | Punteggio                         |
| No. 2 Court | W Moodie (9) / D Norman (9) b. M Bhupathi (4) / M Knowles (4)  | 7-69 4-6 7-67 5-7 6-4                                          | S Williams (4) / V Williams (4) b. A-L Grönefeld (12) / V King (12)             | 6-2 7-5                           |
| No. 2 Court | W Moodie (9) / D Norman (9) b. M Bhupathi (4) / M Knowles (4)  | 7-69 4-6 7-67 5-7 6-4                                          | S Stosur (3) / R Stubbs (3) b. K Barrois / T Garbin vs                          | 1-6 -3 6-4                        |
| No. 3 Court | J Blake / M Fish b. S. Aspelin / P. Hanley                     | 7-65 6-4 7-65                                                  | A Medina Garrigues (2) / V Ruano Pascual (2) b. A Klejbanova / E Makarova       | 6-4 7-5                           |
| No. 4 Court | (Nessun incontro maschile)                                     | (Nessun incontro maschile)                                     | C Black (1) / L Huber (1) b. N Llagostera Vives (11) / MJ Martínez Sánchez (11) | 4-6 -3 6-0                        |
| Campo       | 3º turno doppio misto                                          | 3º turno doppio misto                                          | 3º turno doppio misto                                                           | 3º turno doppio misto             |
| Campo       | Match                                                          | Match                                                          | Punteggio                                                                       | Punteggio                         |
| No. 2 Court | M Knowles (9) / A-L Grönefeld b. D Nestor / Elena Vesnina      | M Knowles (9) / A-L Grönefeld b. D Nestor / Elena Vesnina      | 6-4 6-4                                                                         | 6-4 6-4                           |
| No. 4 Court | K Ullyett (4) / Hsieh Su-wei (4) b. C Kas (16) / C-J Chuang 16 | K Ullyett (4) / Hsieh Su-wei (4) b. C Kas (16) / C-J Chuang 16 | 6-3 6-2                                                                         | 6-3 6-2                           |
| No. 4 Court | J Murray / L Huber b. M Bryan / B Mattek-Sands                 | J Murray / L Huber b. M Bryan / B Mattek-Sands                 | 7-67 4-6 -3                                                                     | 7-67 4-6 -3                       |

## 2 luglio (10º giorno)
Programma dei doppi nel No. 2 Court e negli altri campi secondari:
| Campo       | Quarti di finale doppio misto                                      | Quarti di finale doppio misto                                      | Quarti di finale doppio misto | Quarti di finale doppio misto |
| Campo       | Match                                                              | Match                                                              | Punteggio                     | Punteggio                     |
| No. 2 Court | S Huss (12) / V R Pascual (12) b. K Ullyett (4) / Hsieh Su-wei (4) | S Huss (12) / V R Pascual (12) b. K Ullyett (4) / Hsieh Su-wei (4) | 6-3 5-7 9-7                   | 6-3 5-7 9-7                   |

## 3 luglio (11º giorno)
Programma dei doppi nel No. 2 Court e negli altri campi secondari
| Campo       | Semifinali doppio femminile                                                 | Semifinali doppio femminile                                                 | Semifinali doppio femminile | Semifinali doppio femminile |
| Campo       | Match                                                                       | Match                                                                       | Punteggio                   | Punteggio                   |
| No. 3 Court | S Stosur (3) / R Stubbs (3) b. A Medina Garrigues (2) / V Ruano Pascual (2) | S Stosur (3) / R Stubbs (3) b. A Medina Garrigues (2) / V Ruano Pascual (2) | 63-7 6-4 6-2                | 63-7 6-4 6-2                |